# Glyphodes nigribasalis
Glyphodes nigribasalis là một loài bướm đêm trong họ Crambidae.